# 彼得·费多谢耶夫
彼得·尼古拉耶维奇·费多谢耶夫（俄語：Пётр Никола́евич Федосе́ев，1908年8月22日（9日）—1990年10月18日）苏联哲学家，社会学家和社会活动家，勃列日涅夫统治时期的共产党理论家。

## 生平
1908年8月9日生于今皮利纳区。1939年加入苏联共产党，1930年毕业于高尔基师范学院；1936年毕业于莫斯科历史哲学学院研究生班；1936至1941年为苏联科学院哲学研究所研究员，曾任苏共中央理论和政治机关刊物《共产党人》总主编。